# Chamas Tacos
Chamas Tacos est une chaîne de restauration rapide française crée en 2014 à Valence, spécialisée dans les tacos gratinés.

## Histoire
La chaîne a été fondée en 2014 à Valence par Guillaume de Chamas et Riad Dhaouadi,,.

### Ouvertures en France
Les restaurants Chamas Tacos se situent un peu partout en France, même si 1/3 des restaurants se situent dans l'Isère et dans le Rhône[réf. nécessaire].

### Ouvertures à l’étranger

#### Belgique
Plusieurs ouvertures en Belgique dont Bruxelles, Liège, Libramont et Charleroi pour ne citer qu'eux.